# Championnat de Malaisie de football 1985
Navigation
Saison 1984 Saison 1986
La saison 1985 du Championnat de Malaisie de football est la quatrième édition de la première division en Malaisie. Le championnat n'est en fait qu'une phase qualificative pour une compétition plus prestigieuse, la Coupe de Malaisie. Les seize clubs engagés affrontent une seule fois leurs adversaires et seuls les huit premiers se qualifient pour la phase finale de la Coupe de Malaisie, disputée sous forme de matchs à élimination directe.
C'est le club de Singapour Lions, équipe de joueurs singapouriens, qui termine en tête du classement et qui remporte donc le titre officiel de champion de Malaisie. C'est le premier titre de l'histoire du club.
Une autre équipe étrangère, composée de joueurs brunéiens, participe également à la compétition.

## Clubs participants
- Singapour Lions
- Penang FA
- Kelantan FA
- Kedah FA
- Pahang FA
- Selangor FA
- Brunei FA
- Federal Territory FA
- Johor FA
- Sabah FA
- Perlis FA
- Sarawak FA
- Negeri Sembilan FA
- Terengganu FA
- Perak FA
- ATM FA

## Compétition
Le barème de points servant à établir le classement se décompose ainsi :
- Victoire : 3 points
- Match nul : 1 point
- Défaite : 0 point

### Classement
| Rang | Équipe               | Pts | J  | G  | N | P  | Bp | Bc | Diff |
| ---- | -------------------- | --- | -- | -- | - | -- | -- | -- | ---- |
| 1    | Singapour Lions      | 35  | 15 | 11 | 2 | 2  | 27 | 6  | +21  |
| 2    | Johor FA             | 32  | 15 | 10 | 2 | 3  | 34 | 12 | +22  |
| 3    | Pahang FA            | 32  | 15 | 10 | 2 | 3  | 32 | 12 | +20  |
| 4    | Terengganu FA        | 29  | 15 | 9  | 2 | 4  | 29 | 17 | +12  |
| 5    | Federal Territory FA | 27  | 15 | 8  | 3 | 4  | 27 | 16 | +11  |
| 6    | Selangor FA T        | 25  | 15 | 8  | 1 | 6  | 26 | 16 | +10  |
| 7    | Perlis FA            | 25  | 15 | 7  | 4 | 4  | 24 | 25 | -1   |
| 8    | ATM FA               | 24  | 15 | 7  | 3 | 5  | 18 | 23 | -5   |
| 9    | Perak FA             | 21  | 15 | 6  | 3 | 6  | 24 | 27 | -3   |
| 10   | Penang FA            | 18  | 15 | 5  | 3 | 7  | 19 | 21 | -2   |
| 11   | Kedah FA             | 18  | 15 | 5  | 3 | 7  | 15 | 19 | -4   |
| 12   | Kelantan FA          | 15  | 15 | 5  | 0 | 10 | 19 | 29 | -10  |
| 13   | Sarawak FA           | 13  | 15 | 3  | 4 | 8  | 19 | 35 | -16  |
| 14   | Brunei FA            | 14  | 15 | 4  | 2 | 9  | 16 | 35 | -19  |
| 15   | Negeri Sembilan FA   | 9   | 15 | 3  | 0 | 12 | 15 | 36 | -21  |
| 16   | Sabah FA             | 6   | 15 | 1  | 3 | 11 | 12 | 29 | -17  |

|  | Champion de Malaisie 1985 Qualification pour la phase finale de la Coupe de Malaisie |
|  | Qualification pour la phase finale de la Coupe de Malaisie                           |
|  | T : Tenant du titre                                                                  |

## Bilan de la saison
| Championnat de Malaisie de football 1985 |                             |
| Champion                                 | Singapour Lions (1er titre) |